# قلعة الوجاج
قلعة الوجاج هي قلعة تاريخية تقع في محافظة الأحساء التابعة لمنطقة الشرقية في المملكة العربية السعودية.

## الموقع
تقع قلعة الوجاج في بلدة المنيزلة شرق مدينة الهفوف.

## التطوير
في عام 2014، وافق رئيس الهيئة العامة للسياحة والآثار سلطان بن سلمان بن عبد العزيز آل سعود علي طلب أمانة الأحساء من أجل تسليمها موقع قلعة الوجاج، بعد رفع الأمانة طلب بذلك، وذلك ضمن خطة لإنشاء حديقة المنيزلة، التي يتم تنفيذه علي مساحة 14 ألف متر مربع، حيث تضم مرافق لتنزه، وألعاب أطفال، وملاعب للكرة للشباب، ومظلات للعائلات، ومجسم بيت من الطين، وموقع للجري وممارسة الرياضة، ومسطحات خضراء، ويضم اشجار.

## حديقة المنيزلة
في عام 2015، تم زيادة حجم حديقة المنيزلة إلي 18 ألف متر مربع، نتيجة لذلك أصبحت أكبر الحدائق في البلديات الشرقية، والإنتهاء من حفر بئر في حديقة المنيزلة، وإنشاء خزان مياه أرضي، لتجميع المياه لأغراض ري الزرعات، ومرافق الحديقة، والمنطقة الجاوره لها. والإنتهاء من ملعب لكرة القدم مزراع بالعشب الصناعي، وملعب آخر لألعاب الصالات لكرة الطائرة و كرة السلة. تقع الحديقة علي طريق الأمير محمد بن عبد العزيز.